# Tagetes lucida

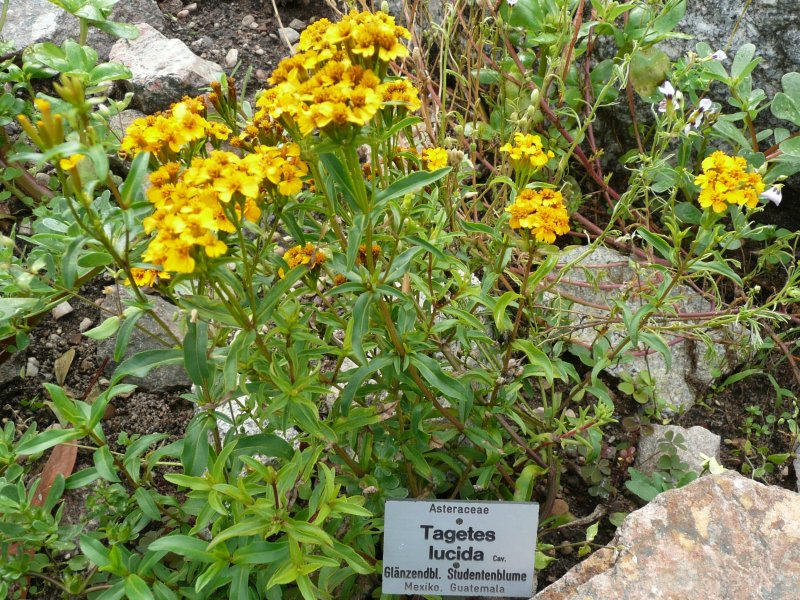
Vista de la planta

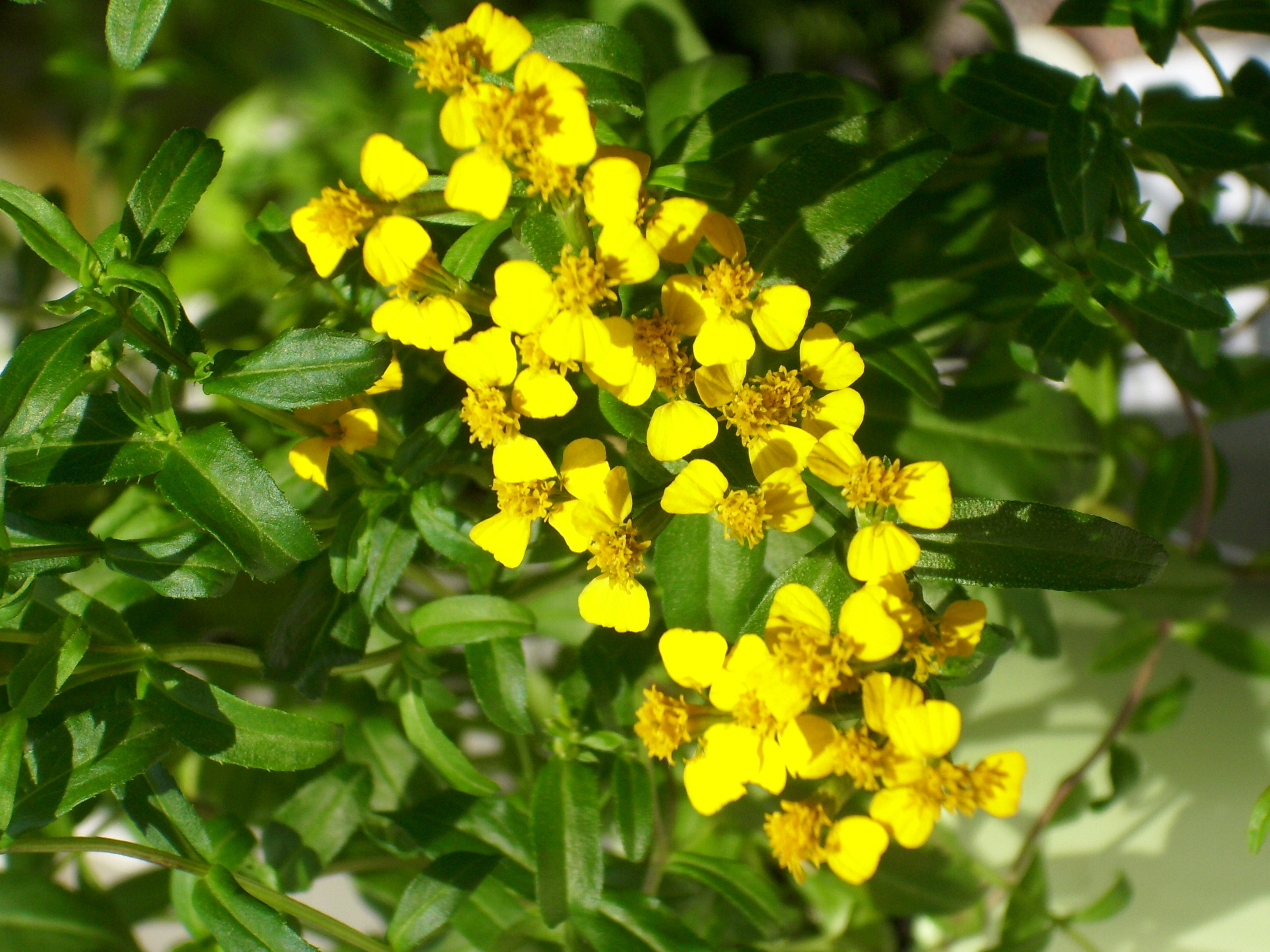
Detalle de la inflorescencia

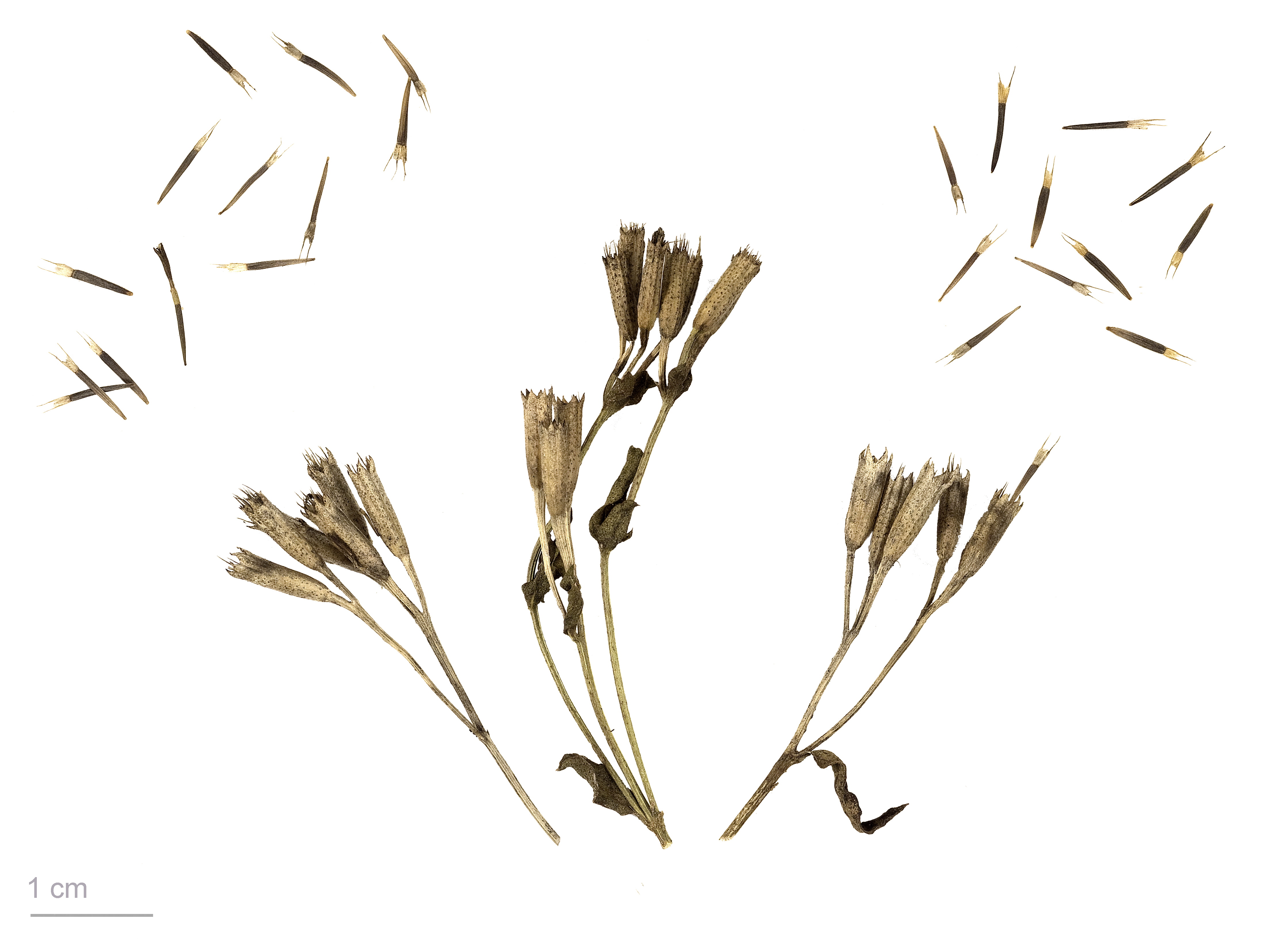
Frutos

Tagetes lucida, conocida como pericón o yerbanís, entre otros nombres comunes, es una especie de planta de la familia de las asteráceas, nativa de México y Guatemala .

## Descripción, distribución y hábitat
Tagetes lucida es una hierba perenne erecta de hasta 80 cm de alto, muy aromática a anís al estrujarse. Tiene tallos glabros más o menos ramificados desde la base. Las hojas son enteras —(característica poco frecuente en el género Tagetes, que también incluye al huacatay y al cempasúchil)—, sésiles, lineares a oblanceoladas, con el margen aserrado y el ápice agudo a redondeado. Las cabezuelas están agrupadas en corimbos. Involucro cilíndrico de 4 a 12 mm de alto. Flores amarillas, liguladas 3 o 4, del disco 5 a 8. El fruto es una cipsela negruzca linear-claviforme, con un vilano de dos escamas aristiformes.
Se distribuye desde el noroeste de México hasta Guatemala, en llanos, campos y orillas de carretera, así como en zonas perturbadas de bosque mixto templado.

## Usos

### Herbolaria
El pericón tiene diversos usos muy antiguos en la medicina tradicional de sus regiones de origen. Una infusión de pericón se usa en medicina tradicional para diversas dolencias del aparato digestivo; se recomienda contra el dolor abdominal, la diarrea, la disentería, el vómito, entre otros. Esta infusión también se recomienda como remedio alternativo contra afecciones del sistema nervioso central, como ansiolítico y sedante.

### Otros usos
El pericón también es ampliamente usado en la tradición de la tintorería natural, puesto que sus partes aéreas dan un agradable color mostaza a los tejidos.

### Folclore
El 29 de septiembre, día de San Miguel, en los estado mexicanos de Estado de México, Jalisco, Morelos, Guerrero y Puebla se elaboran cruces hechas con esta flor, las que son colgadas a las puertas y ventanas de las casas y automóviles.

## Nombres comunes
Anisillo, atagote, cedrón, flor de xuchitl, hierbanís, hierba anís, hierba de nubes, hierba de San Juan, hierba santa, periquillo, rincón, Santa María, Santa María de jardín, tatalencho, yerbanís, yauhtli.

## Taxonomía
Tagetes lucida fue descrita en 1794 por Antonio José de Cavanilles en Icones et Descriptiones Plantarum 3(2): 33, t. 264.

### Etimología
Tagetes: nombre genérico que proviene de la mitología etrusca Tages.
lucida: epíteto latíno que significa "brillante, clara".

### Sinonimia
- Tagetes anethina Sessé & Moc.
- Tagetes florida Sweet
- Tagetes gilletii De Wild.
- Tagetes lucida (Sweet) Voss
- Tagetes lucida f. florida (Sweet) Voss
- Tagetes lucida subsp. schiedeana (Less.) Neher
- Tagetes pineda La Llave
- Tagetes schiedeana Less.
- Tagetes seleri Rydb.[14]